# Tafeltennis op de Paralympische Zomerspelen 2008
Op de XIIIe Paralympische Spelen die in 2008 werden gehouden in het Chinese Peking was tafeltennis een van de 20 sporten die werd beoefend.
Tijdens deze spelen stonden er 24 evenementen op het programma.

## Evenementen
In totaal zijn er 24 onderdelen op de Paralympics in 2008; dertien voor mannen en elf voor vrouwen
Mannen, individueel
- Klasse 1
- Klasse 2
- Klasse 3
- Klasse 4-5
- Klasse 6
- Klasse 7
- Klasse 8
- Klasse 9-10

Mannen, dubbel
- Klasse 1-2
- Klasse 3
- Klasse 4-5
- Klasse 6-8
- Klasse 9-10

Vrouwen, individueel
- Klasse 1-2
- Klasse 3
- Klasse 4
- Klasse 5
- Klasse 6-7
- Klasse 8
- Klasse 9
- Klasse 10

Vrouwen, dubbel
- Klasse 1-3
- Klasse 4-5
- Klasse 6-10

## Mannen

### Dubbel
| Rank | Land       |
| ---- | ---------- |
| 1    | Slowakije  |
| 2    | Frankrijk  |
| 3    | Zuid-Korea |

| Rank | Land      |
| ---- | --------- |
| 1    | Frankrijk |
| 2    | Brazilië  |
| 3    | China     |

| Rank | Land       |
| ---- | ---------- |
| 1    | Zuid-Korea |
| 2    | China      |
| 3    | Frankrijk  |

| Rank | Land      |
| ---- | --------- |
| 1    | China     |
| 2    | Slowakije |
| 3    | Frankrijk |

| \| Rank \| Land \| \| ---- \| --------- \| \| 1 \| China \| \| 2 \| Spanje \| \| 3 \| Frankrijk \| |           |
| Rank                                                                                               | Land      |
| 1                                                                                                  | China     |
| 2                                                                                                  | Spanje    |
| 3                                                                                                  | Frankrijk |

### Individueel
| Klasse      | land | Goud              | land | Zilver              | land | Brons             |
| ----------- | ---- | ----------------- | ---- | ------------------- | ---- | ----------------- |
| Klasse 1    | AUS  | Andreas Vevera    | KOR  | Jae Kwan Cho        | KOR  | Hae Kon Lee       |
| Klasse 2    | FRA  | Vincent Boury     | FRA  | Stephane Molliens   | KOR  | Kyung Mook Kim    |
| Klasse 3    | CHN  | Panfeng Feng      | FRA  | Jean-Philippe Robin | ESP  | Tomas Pinas       |
| Klasse 4-5  | FRA  | Christophe Durand | KOR  | Eun Chang Jung      | NOR  | Tommy Urhaug      |
| Klasse 6    | DEN  | Peter Rosenmeier  | GER  | Daniel Arnold       | NED  | Nico Blok         |
| Klasse 7    | GER  | Jochen Wollmert   | CHN  | Chaoqun Ye          | ESP  | Alvaro Valera     |
| Klasse 8    | CHN  | Gang Chen         | POL  | Piotr Grudzien      | SVK  | Miroslav Jambor   |
| Klasse 9-10 | CHN  | Yang Ge           | CHN  | Lin Ma              | SWE  | Fredrik Andersson |

## Vrouwen

### Dubbel
| Rank | Land      |
| ---- | --------- |
| 1    | China     |
| 2    | Italië    |
| 3    | Frankrijk |

| Rank | Land      |
| ---- | --------- |
| 1    | China     |
| 2    | Duitsland |
| 3    | Jordanië  |

| \| Rank \| Land \| \| ---- \| --------- \| \| 1 \| China \| \| 2 \| Polen \| \| 3 \| Frankrijk \| |           |
| Rank                                                                                              | Land      |
| 1                                                                                                 | China     |
| 2                                                                                                 | Polen     |
| 3                                                                                                 | Frankrijk |

### Individueel
| Klasse     | land | Goud                | land | Zilver              | land | Brons           |
| ---------- | ---- | ------------------- | ---- | ------------------- | ---- | --------------- |
| Klasse 1-2 | CHN  | Jing Liu            | ITA  | Pamela Pezzutto     | ITA  | Clara Podda     |
| Klasse 3   | CHN  | Qian Li             | SVK  | Alena Kanova        | SVK  | Mateja Pintar   |
| Klasse 4   | CHN  | Ying Zhou           | SRB  | Borislava Peric     | KOR  | Sung Hye Moon   |
| Klasse 5   | CHN  | Guixiang Ren        | CHN  | Gai Gu              | GER  | Andrea Zimmerer |
| Klasse 6-7 | RUS  | Natalia Martyasheva | RUS  | Yulia Ovsyannikova  | NED  | Kelly van Zon   |
| Klasse 8   | FRA  | Thu Kamkasomphou    | SWE  | Josefin Abrahamsson | CHN  | Xiaoling Zhang  |
| Klasse 9   | CHN  | Lina Lei            | CHN  | Meili Liu           | TUR  | Neslihan Kavas  |
| Klasse 10  | POL  | Natalia Partyka     | CHN  | Lei Fan             | CHN  | Chunxiao Hou    |

## Uitslagen Belgische deelnemers
| Plaats               | Categorie                   | Naam           |
| -------------------- | --------------------------- | -------------- |
| kwartfinales         | Mannen Individueel Klasse 8 | Marc Ledoux    |
| 2de in de groepsfase | Mannen Individueel Klasse 8 | Mathieu Loicq  |
| 4de in de groepsfase | Mannen Individueel Klasse 8 | Nico Vergeylen |

## Uitslagen Nederlandse deelnemers
| Plaats               | Categorie                      | Naam           |
| -------------------- | ------------------------------ | -------------- |
| Brons                | Mannen Individueel Klasse 6    | Nico Blok      |
| Brons                | Vrouwen Individueel Klasse 6-7 | Kelly van Zon  |
| 3de in de groepsfase | Mannen Individueel Klasse 9-10 | Tonnie Heijnen |
| 4                    | Mannen Individueel Klasse 9-10 | Gerben Last    |

Atletiek · Bankdrukken · Basketbal · Blindenvoetbal · Boogschieten · Boccia · CP-voetbal · Goalball · Judo · Paardensport · Roeien · Rugby · Schermen · Schietsport · Tafeltennis · Tennis · Volleybal · Wielersport · Zeilen · Zwemmen
Rome 1960 ·
Tokio 1964 ·
Tel Aviv 1968 ·
Heidelberg 1972 ·
Toronto 1976 ·
Arnhem 1980 ·
New York & Stoke Mandeville 1984 ·
Seoel 1988 ·
Barcelona 1992 ·
Atlanta 1996 ·
Sydney 2000 ·
Athene 2004 ·
Peking 2008 ·
Londen 2012 ·
Rio de Janeiro 2016 ·
Tokio 2020 ·
Parijs 2024 ·
Los Angeles 2028